# Carsten Maschmeyer
Carsten Maschmeyer (Brema, 8 maggio 1959) è un imprenditore e personaggio televisivo tedesco.
Carsten Maschmeyer è dirigente d'azienda del gruppo Maschmeyer, ed è anche uno degli uomini più ricchi e influenti della Germania. È il terzo e attuale marito dell'attrice Veronica Ferres.